# Acidocroton
Acidocroton es un género perteneciente a la familia de las euforbiáceas con 14 especies de plantas.

## Taxonomía
El género fue descrito por August Heinrich Rudolf Grisebach y publicado en Flora of the British West Indian Islands 42. 1864[1859]. La especie tipo es: Acidocroton adelioides
Etimología
Acidocroton: nombre genérico que significa el "Croton agrio".

## Especies
| - Acidocroton acunae - Acidocroton adelioides - Acidocroton ekmanii - Acidocroton gentryi - Acidocroton horridus - Acidocroton litoralis - Acidocroton lobulatus | - Acidocroton montanus - Acidocroton oligostemon - Acidocroton pilosulus - Acidocroton spinosus - Acidocroton steyermarkii - Acidocroton trichophyllus - Acidocroton verrucosus |